# Czerwony Bór (Barczewo)
Czerwony Bór (deutsch Rothwalde) ist ein Ort in der polnischen Woiwodschaft Ermland-Masuren. Er gehört zur Gmina Barczewo (Stadt-und-Land-Gemeinde Wartenburg in Ostpreußen) im Powiat Olsztyński (Kreis Allenstein).

## Geographische Lage
Czerwony Bór liegt im Westen der Woiwodschaft Ermland-Masuren, 19 Kilometer nordöstlich der Kreis- und Woiwodschaftshauptstadt Olsztyn (deutsch Allenstein).

## Geschichte
Die kleine Siedlung Rothwalde war bis 1945 eine zum Staatsforst Wartenburg i. Ostpr. gehörende Försterei. Im Jahre 1905 zählte der Ort fünf Einwohner.
Mit der Abtretung des gesamten südlichen Ostpreußen an Polen im Jahre 1945 erhielt Rothwalde die polnische Namensform „Czerwony Bór“ und ist heute eine kleine Osada leśna („Waldsiedlung“) innerhalb des Sołectwo („Schulzenamt“) Ruszajny (Reuschhagen). Somit gehört sie zur Stadt-und-Land-Gemeinde Barczewo (Wartenburg i. Ostpr.) im Powiat Olsztyński (Kreis Allenstein), zwischen 1975 und 1998 der Woiwodschaft Olsztyn, seither der Woiwodschaft Ermland-Masuren zugehörig.

## Kirche
Bis 1945 war Rothwalde evangelischerseits wie auch römisch-katholischerseits in die Stadt Wartenburg eingepfarrt. Heute gehört Czerwony Bór nur noch katholischerseits zur Stadt Barczewo, evangelischerseits ist der Ort nach Olsztyn eingegliedert.

## Verkehr
Czerwony Bór liegt an der verkehrsreichen und derzeit im Ausbau zur Schnellstraße begriffenen polnischen Landesstraße 16, der einstigen deutschen Reichsstraße 127, die die gesamte Woiwodschaft Ermland-Masuren in West-Ost-Richtung durchzieht und bis zur polnisch-litauischen Staatsgrenze führt. Eine Bahnanbindung besteht nicht.